# Villard-d’Héry
Villard-d’Héry település Franciaországban, Savoie megyében. Lakosainak száma 264 fő (2022. január 1.). Villard-d’Héry Coise-Saint-Jean-Pied-Gauthier, Hauteville, Saint-Pierre-de-Soucy és La Trinité községekkel határos.

## Népesség
A település népessége az elmúlt években az alábbi módon változott:
| Lakosok száma | 258  | 264  | 271  | 268  | 264  | 261  | 257  | 259  | 264  |
|               | 2013 | 2015 | 2016 | 2017 | 2018 | 2019 | 2020 | 2021 | 2022 |